# Mark Boslough

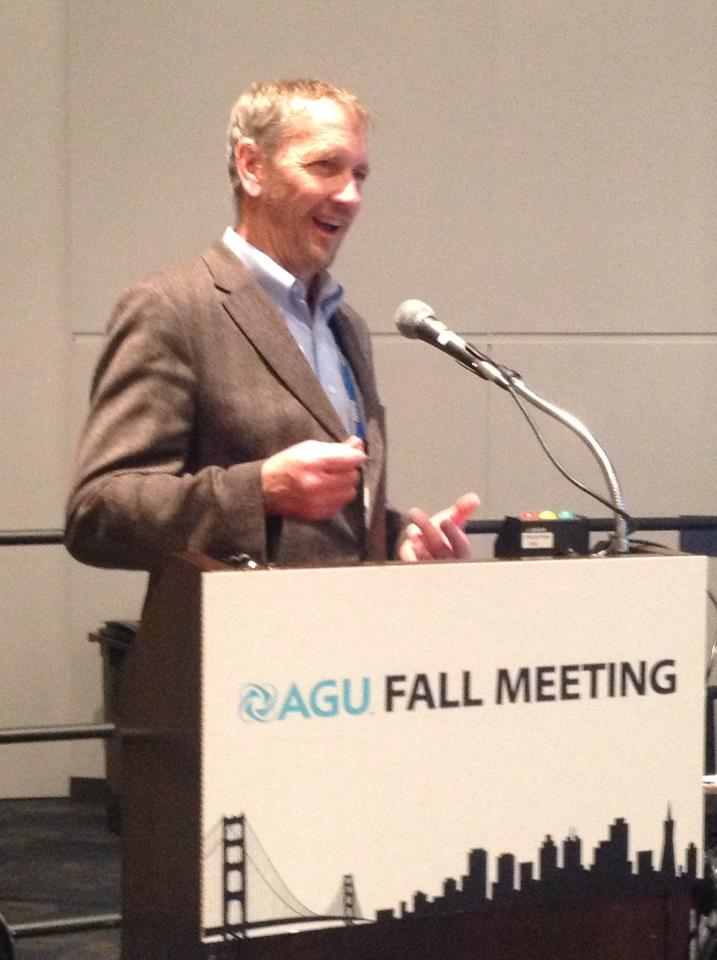
Boslough auf der Herbstkonferenz der American Geophysical Union 2012

Mark Bruce Boslough (* vor 1983 in Iowa) ist ein US-amerikanischer Physiker.

## Leben
Boslough wuchs in Broomfield (Colorado) auf und studierte Physik an der Colorado State University mit dem Bachelor-Abschluss 1977 und wurde 1984 am Caltech bei Thomas J. Ahrens in angewandter Physik am Seismological Laboratory promoviert (Dissertation: A sensitive optical pyrometer for shock-temperature measurements). Von 1983 bis zum Ruhestand 2017 war er wissenschaftlicher Mitarbeiter der Sandia National Laboratories. Er war auch Adjunct Professor an der University of New Mexico.
Er ist Fellow des Committee for Skeptical Inquiry und befasste sich unter anderem mit Klimawandelleugnern und wissenschaftlichem Fehlverhalten.
Der Asteroid 73520 Boslough (2003 MB1) wurde am 6. Mai 2012 nach ihm benannt.

## Werk
Er befasst sich mit der Physik von Impakten, das heißt Einschlägen von Meteoriten und Asteroiden auf Planeten. Er befasste sich unter anderem mit den Shoemaker-Levy 9-Einschlägen im Jupiter (sowie Einschlägen auf diesem Planeten 2010 und 2012), dem Tunguska-Ereignis, 2008 TC3 in der Nubischen Wüste (der erste vor Eintritt in die Erdatmosphäre beobachtete Asteroid) und besuchte als erster US-Wissenschaftler den Eintrittssort des Meteor von Tscheljabinsk von 2013. Er war dort auf Einladung des Fernsehsenders Nova und brachte neben Aufnahmen auch Teile des Meteoriten mit. Wegen seines flachen Eintrittswinkels gab es trotz der Explosionsenergie von einer halben Megatonne TNT keinen Plume.
Er ist insbesondere für die Simulation von Impakten auf Computern bekannt und präsentierte diese auf vielen Konferenzen, in Fernsehsendungen und Dokumentarfilmen. Insbesondere warnte er vor den Gefahren von kleineren Boliden, die in der Atmosphäre explodieren (Airburst), was lokal zu erheblichen Zerstörungen führen kann (Hitzeentwicklung, Stoßwelle, Gas-Jetströmung) auch bei kleineren Objekten als im Tunguska-Ereignis, wo das Objekt wahrscheinlich rund 40 m Durchmesser hatte, bevor es kaskadenförmig in der Atmosphäre zerlegt wurde. Darauf führte er schon in den 1990er Jahren die Funde einer Bedeckung des Wüstenbodens in der Libyschen Wüste mit geschmolzenem Glas zurück. 2011 sagte er voraus, dass mit hoher Wahrscheinlichkeit das nächste destruktive Einschlagereignis ein Airburst sein würde, was sich in Tscheljabinsk 2013 bestätigte.
Boslough gehört zu den herausragendsten Kritikern einer Impakthypothese (Richard Firestone, Lawrence Berkeley National Laboratory, 2006, 2007) in der jüngeren Dryas-Periode (vor ungefähr 12.900 Jahren, Untergang der Clovis-Kultur, letzte Eisvorstösse des Pleistozän).
An den Sandia Labs befasste er sich mit experimenteller Stoßwellenforschung, mit Tests zum Schutz von Raumfahrzeugen gegen Mikrometeorite und Stoßwellen-induzierter Chemie (anfangs war er in der Abteilung Stoßwellen und Physik von Explosionen von Bruno Morosin). Ab Anfang der 1990er Jahre befasste er sich zunehmend mit numerischer Simulation von Hypergeschwindigkeits-Einschlägen. Danach befasste er sich mit anderen Aktivitäten am Labor, bevor er sich ab etwa 2006 Planeten- und geowissenschaftlicher Impaktforschung zuwandte. Schon 1993 hatte er seinen Einstieg in die numerische Simulation von Impaktereignissen mit Shoemaker-Levy 9, für das er die  Supercomputer-Ressourcen des Sandia Lab (Intel Paragon Parallelcomputer, der CTH-Code für Stoßwellenberechnungen, sonst am Sandia Lab vornehmlich für geheime Forschungsarbeiten benutzt und hierbei an einem nicht geheimen Projekt testbar) nutzen konnte. Beteiligt war der Post-Doc Dave Crawford und Ziel waren Vorhersagen für die Beobachtung des Einschlags auf dem Jupiter (unabhängig unternahmen Tom Ahrens am Caltech und Kevin Zahnle/Mordecai-Mark MacLow Simulationen). Der Einschlag erfolgte auf der abgewandte Seite des Jupiter, das Sandia-Team sagte aber korrekt Sichtbarkeit von der Erde voraus (veröffentlicht in den Geophysical Research Letters am 1. Juli 1994 rechtzeitig vor dem Einschlag), ebenso wie Ahrens im selben Heft. Im September 1994 organisierte er ein Hypervelocity Impact Symposium (Comet Day) in Santa Fe, bei dem auch Shoemaker anwesend war, und eine ausführlichere Darstellung wurde 1995 veröffentlicht. Der Durchmesser des größten Bruchstücks wurde aus der Simulation (die noch unvollkommen in der Auflösung war und das Ereignis insgesamt unterschätzte) auf rund einen Kilometer geschätzt (der Asteroid vor dem Aufbrechen auf 1,4 km).  Boslough wandte sich dann den Auswirkungen von in der Atmosphäre explodierenden Boliden auf der Erde zu und fand schon bei einfachen Simulationen auf seiner Workstation, dass die Auswirkungen stärker als erwartet sein konnten (Explosionswolken (Plumes) die hunderte Kilometer aufstiegen und die selbst erdnahe Satelliten gefährden konnten, nach unten gerichtete Gas-Jets, die stärkere Verheerungen anrichten konnten als Atombombenexplosionen der gleichen Energie). Er wurde Ende 2005 eingeladen, numerische Simulationen für eine Fernseh-Dokumentation von BBC und National Geographic über einen Airburst über der Libyschen Wüste zu liefern, wobei an den Sandia Labs inzwischen sowohl in Bezug auf Computer (Red Storm) als auch Software (Dave Crawford) erhebliche Fortschritte gemacht worden waren, mit einer viel besseren Auflösung als bei dem Jupiter-Crash. Boslough wurde zur Expedition anlässlich der Jahrhundertfeier des Tunguska-Ereignisses 2008 eingeladen und für die Nova-Dokumentation über eine Hypothese eines Impaktes in der jüngeren Dryas (Ende der Clovis-Kultur), wobei er die Rolle des Skeptikers übernahm, da  nach seinen eigenen Worten die Urheber der Hypothese zu weitgehende Schlussfolgerungen aus seinen Simulationen und aus einer inkorrekten Animation der Airburst-Explosion über der Libyschen Wüste getroffen hätten.
Er war Mitautor des Berichts des National Research Councils über Abwehr von Impakt-Gefahren (Defending Planet Earth, 2010).